# Waisale Sukanaveita

a Compétitions nationales et continentales officielles uniquement.

b Matchs officiels uniquement.
Dernière mise à jour le 5 décembre 2024.
Waisale Sukanaveita, né le 19 juillet 1984 à Suva (Fidji), est un joueur fidjien de rugby à XV, à XIII et à sept. Il représente son pays dans les trois disciplines. Il joue au poste de talonneur à XIII et de centre à XV.
Il commence sa carrière à XIII, jouant notamment la Coupe du monde 2008 avec sa sélection. Il change de code en 2009, et joue d'abord à sept, disputant la Coupe du monde 2009. Il devient ensuite rapidement international fidjien à XV en 2009, avant de connaître une carrière professionnelle en France entre 2010 et 2021.

## Biographie
Waisale Sukanaveita grandit sur l'île de Batiki, où il commence à jouer au rugby dès son plus jeune âge. Pratiquant d'abord le rugby à XV, il joue avec l'équipe de son lycée, la Ratu Sukuna Memorial School, dans le championnat national lycéen, et en atteint la finale en 2002. Il représente également la sélection scolaire fidjienne la même année, puis l'équipe des moins de 21 ans en 2004 et 2005,.
Il change de code après le lycée, passant à XIII, et rejoint les Nadera Panthers dans le championnat national fidjien. Il joue avec cette équipe jusqu'au début de l'année 2009. En 2008, il rejoint l'Australie le temps d'une saison, avec les Terrigal Sharks (en) dans le championnat régional de Central Coast en Nouvelle-Galles du Sud,. En 2009, il s'engage avec le club anglais des Barrow Raiders en Championship, mais le transfert échoue finalement pour des raisons de visa,.
Il est sélectionné pour la première fois avec l'équipe des Fidji en 2006, dans le cadre des qualifications pour la Coupe du monde 2008,. Il obtient sa première sélection face aux Samoa le 29 septembre 2006.
En 2008, il est retenu dans le groupe fidjien pour disputer la Coupe du monde en Australie,. Il est le vice capitaine de son équipe, secondant la star Wes Naiqama. Il participe au bon parcours des Bati, qui parviennent jusqu'en demi-finale de la compétition, où ils s'inclinent largement face aux Australiens. Après la compétition, il est élu meilleur joueur fidjien de l'année, devançant des expérimentés joueurs de NRL comme Jarryd Hayne ou Ashton Sims. 
Au début de l'année 2009, il change à nouveau de code et dispute le tournoi national de rugby à sept du Marist Sevens avec l'équipe de Lomaiviti,. Repéré par ses bonnes performances, il est sélectionné dans le groupe élargi de la sélection fidjienne à sept pour préparer la Coupe du monde 2009 à Dubaï. Initialement non retenu dans le groupe final, il est finalement appelé juste avant de le début de la compétition en remplacement de Sireli Bobo blessé,. Doublure du vétéran Jone Daunivucu lors de la compétition, il est essentiellement remplaçant, alors que son équipe termine par une décevante élimination en quarts de finale. 
En juin 2009, il est sélectionné avec l'équipe des Fidji de rugby à XV pour disputer la Coupe des nations du Pacifique. Il obtient sa première cape le 13 juin 2009 contre les Tonga à Nukuʻalofa,. Il est alors titularisé au poste de second centre, associé à l'expérimenté Seru Rabeni. Après ces débuts, il est à nouveau titulaire pour un match (non considéré comme une sélection officielle) face aux Junior All Blacks (en), puis il est sur le banc face au Japon,. Cette rencontre est sa deuxième et dernière sélection internationale de sa carrière.
Après ses débuts internationaux, il dispute la Digicel Cup avec l'équipe de Namosi, et en est rapidement nommé capitaine,. En mars 2010, il est mis à l'essai par le club français du FC Grenoble, qui recherche alors un joker médical, mais cela se révèle sans suite,. De retour aux Fidji, il dispute à nouveau la Digicel Cup, cette fois avec l'équipe d'Ovalau.
Plus tard en 2010, il s'engage avec le Lyon OU en Pro D2. Avec le club lyonnais, il participe à l'obtention du titre de champion de France dès sa première saison, et donc à la montée en Top 14. Après une saison dans l'élite, le LOU est relégué en deuxième division où il reste deux saisons, avant une nouvelle accession après un nouveau titre de champion de Pro D2 en 2014. Le club rhodanien est de nouveau relégué immédiatement, et Sukanaveita joue sa sixième et dernière saison au LOU en Pro D2. Il dispute un total de 116 matchs avec ce club, et inscrit quinze essais.
Moins utilisé lors de sa dernière saison lyonnaise, il décide en 2016 de s'engager pour deux saisons avec l'US Montauban en Pro D2,. Apportant son expérience et sa puissance physique, il s'impose rapidement au de l'effectif montalbanais,. À la fin de sa première saison, son club parvient jusqu'en finale d'accession, ou il s'incline face au SU Agen, malgré un essai de Sukanaveita. Il prolonge son bail avec l'USM pour une saison supplémentaire en 2018. Après cette troisième saison, et alors qu'il qu'est âgé de 35 ans, il n'est pas conservé par le club tarn-et-garonnais.
Sans contrat, il rejoint dans la foulée le RC Hyères Carqueiranne pour la saison 2019-2020 de Fédérale 1. Il joue deux saisons avec cette équipe.
En 2021-2022, il dispute la dernière saison de sa carrière avec le club tarnais du RC Saint Sulpice La Pointe en Fédérale 2,.

## Palmarès
- Vainqueur de la Pro D2 en 2011, 2014 et 2016 avec le Lyon OU.
- Finaliste du barrage d'accession au Top 14 en 2017 avec l'US Montauban.

## Statistiques en équipe nationale

### Rugby à XIII
- 8 sélections avec les Fidji
- 4 points (2 essais)
- Sélections par année : 3 en 2006, 1 en 2007, 4 en 2008

### Rugby à XV
- 2 sélections avec les Fidji
- 0 point
- Sélections par année : 2 en 2009